# Antero Mateo García
Blahoslavený Antero Mateo García (4. března 1875, Valdevimbre – 8. srpna 1936, Sant Andreu de Palomar) byl španělský římskokatolický laik, dominikánský terciář a mučedník Španělské občanské války.

## Život
Narodil se 4. března 1875 ve Valdevimbre jako nejstarší z 9 dětí. Pokřtěn byl 6. března a získal jména Antero Marcelino Lucio. Dne 27. ledna 1902 se oženil s Manuelou Trabadelo Malagón. Žily v Cembranos ale roku 1916 se museli kvůli práci přestěhovat do Barcelony. Spolu se svou ženou vstoupil do Třetí řád svatého Dominika. Vykonával poutě do Lurd kde pomáhal s nemocnými. Byl otcem osmi dětí z nichž byl jeden dominikán a další Bosí karmelitán. Pracoval na železničních drahách.
Za soumraku 8. srpna 1936 ho při návratu domů skupina milicionářů umučila k smrti. Bylo mu 61 let.

## Proces blahořečení
Dne 8. ledna 1958 byl v arcidiecézi Barcelona zahájen jeho proces blahořečení spolu s dalšími 11 mučedníky dominikánského řádu. Dne 19. prosince 2005 bylo uznáno jejich mučednictví. Blahořečen byl 28. října 2007 papežem Benediktem XVI.